# Anita Saldén Enérus
Anita Irene Saldén Enérus, född 10 mars 1955, död 21 november 2024 i Södertälje, var en svensk jurist.
Anita Saldén Enérus blev jur.kand. vid Stockholms universitet 1985 och gjorde därefter tingstjänstgöring vid länsrätten i Stockholm. Hon förordnades till kammarrättsassessor i Kammarrätten i Stockholm 1995 och har arbetade därefter i Finansdepartementet, där hon var rättssakkunnig på skatteavdelningen 1995–2000 och var departementsråd och chef för enheten för skatteadministration, enheten för företagsbeskattning och enheten för kapitalbeskattning vid Finansdepartementet 2000–2004. Saldén Enérus var åren 2005–2009 finansråd och avdelningschef för skatte- och tullavdelningen på Finansdepartementet. Hon var justitieråd i Högsta förvaltningsdomstolen 2009–2021.
Hon deltog som expert i ett flertal statliga utredningar, bland annat Skattekontrollutredningen, Förenklingsutredningen, Skattelagskommittén och Utredningen om sambandet mellan redovisning och beskattning. Hon var ledamot i Skatteverkets insynsråd och medlem i Nordiska skattevetenskapliga forskningsrådet. Hon skrev även böcker och artiklar, främst på skatterättens område.

### Fotnoter
1. ↑  ”Anita Saldén Enérus”. Familjesidan.se. https://www.familjesidan.se/cases/59f2a995-f78e-4247-89d6-b09b12bd09d8/funeral-notices. Läst 19 januari 2025.
2. ↑  Högsta förvaltningsdomstolen. ”Anita Saldén Enérus”. Läst 2017-04-21.